# Anežka Šulová
Anežka Šulová (19. prosince 1877 Olšany – 4. prosince 1954 Ruda nad Moravou) byla moravská spisovatelka a sběratelka tradiční lidové slovesnosti.

## Životopis
Některé zdroje uvádějí chybné místo narození (Hostice). Anežka se narodila v rodině chalupníka Josefa Vénose a Aloisie roz. Kozákové. 23. října 1900 se provdala v Hosticích za Dominika Šulu, pozdějšího majitele továrny na nitěné knoflíky v Rudě nad Moravou.
Měla jen základní vzdělání, které rozšiřovala a prohlubovala četbou. V r. 1891 nastoupila jako dělnice v papírně, zajímala se o vývoj dělnického hnutí v kraji, zúčastňovala se sociálně demokratických schůzí.
Anežka Šulová se vedle rozsáhlé činnosti sběratelské pokoušela i o vlastní literární činnost. Výsledkem byla stovka realistických povídek z vesnického života severní Moravy, čtyři jednoaktovky pro ochotníky, několik veršovaných skladeb a román z doby husitské. Mnohé literární pokusy zůstaly v rukopise.
V Hosticích se od dětství setkávala s řadou výborných vypravěčů, při besedách a přástkách. Vyslechla mnohé historky, pověsti a kramářské skladby, ale soustavně se začala zabývat shromažďováním materiálů lidové slovesnosti až po sňatku. V domě Šulových v Rudě se scházely místní vypravěčky na pravidelných besedách.
Tvorba A. Šulové: vedle 700 písní, popěvků a říkadel obsahuje 117 pověstí, 23 pohádek, 40 anekdot, popisy besed, materiál etnografický a pomocný dialektologický. Její pozůstalost byla uložena do archivu Ústavu pro etnografii a folkloristiku ČSAV v Brně.

## Dílo
- Když se předl len: poslední tkadlec – když jsem předla len – jak se u nás bílilo lněné plátno – horácký plátěný kroj. Pánov: Bohuslav Indra, 1942
- Obr na Šošole: pověsti ze severní Moravy – uspořádala Eva Kilianová; doslov Oldřich Sirovátka; ilustrace Alois Mikulka. Ostrava: Krajské nakladatelství, 1964
- Veselosti nikdy dosti: lidová vyprávění z Moravy – Vlasta Pittnerová, Miloš Kulišťák, Anežka Šulová. Lípa: 2009

Několik textů A. Šulové bylo otištěno v knihách
- Fojtík, Karel – Sirovátka, O.: Veselosti nikdy dosti. Brno 1956
- Sirovátka, O.: Pohádky z Moravy. Praha 1959